# Salade d'ambroisie
 (mars 2011).
Si vous disposez d'ouvrages ou d'articles de référence ou si vous connaissez des sites web de qualité traitant du thème abordé ici, merci de compléter l'article en donnant les références utiles à sa vérifiabilité et en les liant à la section « Notes et références ».

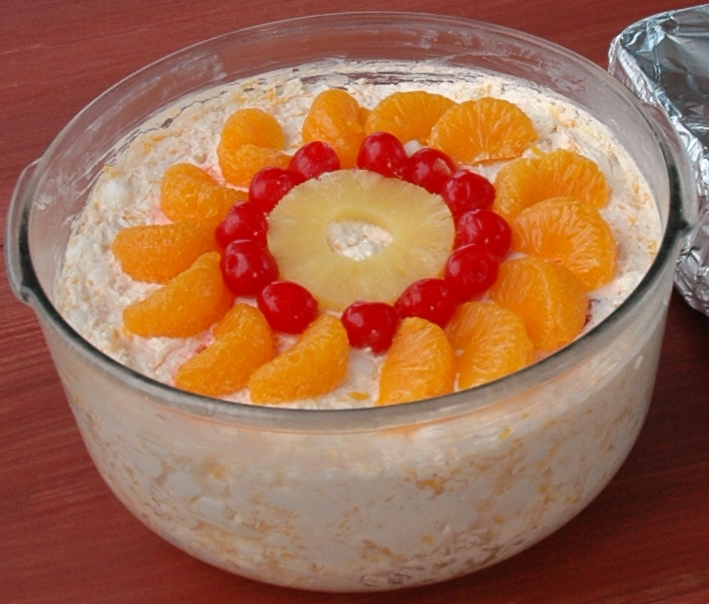

La salade d'ambroisie est un dessert fait à base d'orange et de noix de coco. Il est notamment dégusté dans certaines régions d'Amérique et d'Europe. C'est un dessert bon marché et très facile à réaliser dû au peu d'ingrédients qu'il contient. La salade d'ambroisie est surtout appréciée pour le contraste entre l'acidité de l'orange et la douceur parfumé de la noix de coco.

## Ingrédients
Bien que la recette puisse énormément varier, voici ce que l'on retrouve habituellement dans une salade d'ambroisie :
- mandarines en conserve
- crème fouettée
- cerises au marasquin
- ananas haché
- mini guimauves
- yaourt à la vanille
- sucre fin
- noix de coco râpée
- menthe (facultatif).

Il suffit de mélanger tous les ingrédients et saupoudre de sucre au goût. Le dessert doit reposer de 2 à 4 heures au réfrigérateur et être servi froid. La menthe peut être ajoutée à la fin.
La salade d'ambroisie peut aussi être faite hors du modèle traditionnel et contenir une multitude d'autres ingrédients comme les fraises, les kiwis, les bananes, la crème fraîche et même le chocolat.

## Étymologie
Son nom vient du grec ἀμϐροσία (ambrosia) qui signifie « qui appartient aux dieux ». L'ambroisie est la nourriture des dieux, tantôt sous forme solide, tantôt sous forme liquide, qui leur garantit jeunesse et immortalité. Dans L'Odyssée d'Homère, l'ambroisie est apportée aux divinités de l'Olympe par des colombes venues d'Extrême-Orient.